# Bedreni trokut
Bedreni trokut ili femoralni trokut (lat. trigonum femorale Scarpae) je anatomska regija na gornjem unutarnjem dijelu prednje strane natkoljenice.
Regija nosi naziv prema talijanskom anatomu Antonio Scarpa.

## Omeđenje
Trokut je omeđen preponskom svezom (lat. ligamentum inguinale) odozgo, medijalno s lateralnim rubom velikog mišića primicača (lat. musculus adductor magnus), a lateralno s medijalnim rubom krojačkog mišića (lat. musculus sartorius).
Na dnu trokuta se nalaze bočnoslabinski mišić (lat. musculus iliopsoas) i grebenski mišić (lat. musculus pectineus). Krov čini široka fascija (lat. fascia lata).

## Sadržaj
Femoralni trokut sadrži:
- bedreni živac (lat. nervus femoralis)
- bedrena arterija (lat. arteria femoralis)
- bedrena vena (lat. vena femoralis)
- duboki preponski limfni čvorovi
- mišiće: bočnoslabinski mišić i grebenski mišić